# Sant Martí de Vinyoles
Sant Martí de Vinyoles es una entidad de población española del municipio de Les Llosses, perteneciente a la provincia de Gerona, en la comunidad autónoma de Cataluña.

## Toponimia
El lugar puede aparecer referido como «Sant Martí de Vinyoles» y «San Martín de Viñolas».

## Historia
El lugar tuvo ayuntamiento propio. El municipio de Sant Martí de Vinyoles desapareció de cara al censo de 1857, al incorporarse al de Les Llosses. Hacia mediados del siglo XIX, el lugar tenía contabilizada una población de 65 habitantes. Aparece descrito en el decimosexto y último volumen del Diccionario geográfico-estadístico-histórico de España y sus posesiones de Ultramar de Pascual Madoz con las siguientes palabras:

VIÑOLAS (San Martin de): l. en la prov. de Gerona (13 leg.), part. jud. de Ribas (7), aud. terr., c. g. de Barcelona (14), dióc. de Vich (4), ayunt. de Llosas (1/2). sit. en terreno montuoso, con buena ventilacion, y clima frio, pero sano; se padecen catarros y pulmonias. Tiene 25 casas, un cast. ant. del tiempo de los moros, llamado de la Guardia, con una ermita (Sta. Margarita); una igl. parr. (San Martin) servida por un cura de ingreso, y contiguo á ella el cementerio. El térm. confina N. Llosas; E. Alpens, S. el mismo, y O. Sora y Sovellas. El terreno es montuoso, de mediana calidad; contiene arbolado de robles, encinas y mata baja. Los caminos son locales y regulares. El correo se recibe de Ripoll por medio de balijero los lunes, miércoles y sábados. prod.: trigo: maiz, legumbres y patatas; cria ganado lanar, vacuno y de cerda, y caza de liebres, conejos y perdices. pobl.: 12 vec., 65 alm. cap. prod.: 773,600 rs. imp.: 19,340.
(Madoz, 1850, p. 330)

En 2023, la entidad singular de población tenía empadronados diecisiete habitantes.